# Sveriges baptistförsamling
Sveriges baptistförsamling kallades den frikyrkoförsamling som, på initiativ av predikanten F O Nilsson, bildades i en av hans bröders hem i Borekulla, strax norr om Frillesås i norra Halland den 21 september 1848. I de få protokoll som finns kvar, från 1850- och 60-talen, finns flera olika namn på församlingen: ”Baptistförsamlingen”, ”Första Svenska Baptist Församlingen”, ”Baptistförsamlingen av döpta kristna” och ”En speciell och oberoende apostolisk Kristi församling”. Församlingsbildandet föregicks av det första baptistdopet i Sverige, förrättat av den danske baptistpastorn A P Førster i havsviken Vallersvik.
I ett brev till en engelsk tidskrift The Primitive Church Magazine skildrar Førster sina upplevelser enligt följande, varvid brevet är daterat Köpenhamn den 25 september 1848 sålunda fyra dagar efter dopförrättningen och församlingsbildningen.
... Jag lämnade Köpenhamn söndagen den 17 september på eftermiddagen och anlände till Göteborg följande dag. ... i Göteborg fanns det tre personer som önskade bli döpta och på ett avstånd av 30 å 40 engelska mil från Göteborg fanns det landsbor som uttryckt samma önskan, ifall en broder skulle komma.
Vi tvekade först, huruvida vi skulle skriva till dem och bedja dem komma till Göteborg, eller om vi skulle besöka dem, båda alternativen voro förenade med svårigheter. Vi önskade icke väcka vare sig folkets eller prästerskapets uppmärksamhet. Slutligen bestämde vi oss för att besöka dem. Broder Nilsson hade en båt, och vi trodde vi kunde segla dit, vadan vi lämnade Göteborg på onsdagsmorgonen omkring klockan halv 8, men då det blev fullkomlig vindstilla, nödgades vi ro hela vägen och kommo därför icke fram förrän kl 1 på natten (den 21/9).
De som döptes var Sofia Ulrika Nilsson (F O Nilssons hustru), Sven Kristian Nilsson och Berndt Nicklas Nilsson (bröder till F O Nilsson), Anders Wång från Göteborg och Abraham Lindström från Värö. Efter dopet gick de till den ovan nämnda Borekullastugan där Førster undervisade de nydöpta, nattvard firades, och F O Nilsson utsågs till diakon.
Sedan vi slutat akten omkring kl 1 på natten (den 22/9) spände en av bröderna sin häst för vagnen, och sedan vi tagit avsked av bröderna, reste vi. Vi åkte hela natten, och omkring kl 10 f m kommo vi fram till Göteborg. Sedan jag ordnat med passet och sovit omkring en timme, steg jag efter middagen ombord på ångbåten.
På nyårsaftonen samma år döpte Nilsson ytterligare fyra män i Göta älvs mynning (vid Käringberget). Under vintern ökade skaran av döpta. 
I mars 1849 skrev Nilsson, i ett brev till pastor Ira R. Steward i New York: ”Vi är nu 28, märk 28 troende och döpta i Sverige". 
Senare samma år grundades Bundes der vereinigten Gemeinden getaufter Christen in Deutschland und Dänemark. Nilsson var på plats i Hamburg och avskildes då, genom bön och handpåläggning, till äldste och ledare för den svenska församlingen.
Göta hovrätt i Jönköping dömde den 26 april 1850 Nilsson till landsförvisning, för utspridande av "villfarande lärosats" (Missgärningsbalken, kapitel 11, § 4, moment 1). Enligt rättegångsprotokollet bestod församlingen då av "omkring 47 eller 48 medlemmar av bägge könen".
1858 avskaffades det så kallade konventikelplakatet och F O Nilsson kunde på hösten 1860 återvända till Sverige och återta ledningen för församlingen. 1861 fick Nilsson vara med om att bilda Göteborgs första baptistförsamling, som 1884 fick inviga Tabernaklet, Göteborgs äldsta frikyrkobyggnad som är ansluten till Equmeniakyrkan. Sveriges baptistförsamling kom att ge upphov till flera fria församlingar i Göteborg och på Västkusten innan den själv så småningom upplöstes (församlingen i Varberg med Tabernaklet anges ha bildats 1848 och upphörde 1966/1974). 
Sedan 1907 äger Svenska Baptistsamfundet en konferensanläggning vid Vallersvik.
Där restes 1918 en minnessten till minne av dopet och församlingsbildningen 1848.
1932 restes Minnesgården och Minneskyrkan (nuvarande Vallersvikskyrkan, en av Equmeniakyrkans församlingar) på anläggningen och 1990 bildades en ny församling som sedan 2007 driver anläggningen, med stöd av Föreningen Vallersviks vänner.